# باگنور رجیس
latitudeباگنور رجیسlongitudeباگنور رجیس
باگنور رجیس (به انگلیسی: Bognor Regis) شهری در منطقهٔ منچستر-لیورپول کشور انگلستان است که این کشور خود بخشی از بریتانیا محسوب می‌شود. این شهر در سال ۱۹۹۱ میلادی ۵۶٫۷۴۴ نفر جمعیت داشته و در سرشماری سال ۲۰۰۱ جمعیت آن به ۶۲٫۱۴۱ نفر رسیده‌است. میزان رشد سالانهٔ جمعیت باگنور رجیس ‎۰٫۰۱ درصد می‌باشد و جمعیت این شهر در سال ۲۰۱۲ به ۶۲٫۱۸۸ نفر تغییر یافت.